# Фушими
Фушими е един от 11-те района на Киото. Известни места на територията на Фушими са шинтоисткия храм Фушими Инари, замъкът Фушими, храмът Гокогу, будисткият храм Дайго-джи и музеят на сакето Гекейкан. Фушими е едно от 100-те места в Япония, разполагащи с най-чистата вода. Тя има особени характеристики, които определят технологията за производство на саке.
Населението на Фушими е близо 284 000 души (2011).

## Галерия
- Замъкът Фушими Момояма
- Замъкът Фушими Момояма
- Замъкът Фушими Момояма
- Замъкът Фушими Момояма
- Храмът Гокогу
- Храмът Гокогу
- Храмът Гокогу
- Храмът Гокогу
- Шинтоистки храм Фушими Инари
- Ханът, където е бил убит Сакамото Рьома, важна фигура от историята на Япония
- Типични къщи Йонанджу
- Туристическа лодка в канала Хорикава
- Будистки храм Дайго-джи
- Будистки храм Дайго-джи
- Музей на сакето Гейкан
- Музей на сакето Гейкан